# Dust (personaje)
Sooraya Qadir, también conocida como Dust (Arena en España) es un personaje del cómic X-Men de Marvel Comics. Fue creada por Grant Morrison y Ethan Van Sciver. Su primera aparición la realizó en (New) X-Men vol. 1 # 133, lanzado en el 2002.

## Historia

### Origen
Sooraya es una adolescente de origen suní musulmán que nació en Afganistán, es una mutante que posee el poder de transformarse en algo parecido a una nube de arena. Luego de ser secuestrada por un comerciante de esclavos después de ser separada de su madre. Uno de los comerciantes intentó arrebatarle su niqab, por lo que ella, instintivamente manifestó sus poderes mutantes y entró a su cuerpo en forma de arena y lo asesinando a aquellos que la mantenía cautiva. Posteriormente, fue descubierta y rescatada por Wolverine y Fantomex. Fue llevada a la base en India de la X-Corps y allí, por miedo de no ser aceptada adopta su forma de arena y se esparce por todo el lugar, sin embargo Jean Grey, logra calmarla y finalmente toma su forma humana y se presenta al equipo como: Turaab (Dust en idioma árabe).

### Instituto Xavier
Dust se incribió en el Instituto Xavier. Nerviosa y tímida, le fue difícil adaptarse a su nuevo entorno, esto debido a que se le fue asignada a la rebelde y escandalosa Surge como compañera de cuarto. Ambas chicas han discutido acerca de la vestimenta de Sooraya y de como ofende los derechos de la mujer. Sooraya estuvo asignada para la Clase Especial con Xorn. Cuando Xorn ataca Nueva York bajo la apariencia de Magneto, Dust intenta utilizar sus poderes en contra de Xorn pero esto es inútil y junto al Profesor X, es derrotada.

### Hellions
Los directores encargados de la Mansión X pasan a ser Cíclope y Emma Frost y Dust se convierte en miembro del escuadrón de entrenamiento Hellions. En vez de adoptar la vestimenta necesaria del equipo, opta por vestir un Hiyab de la culuta islámica, llevando una X tradicional como insignia en su traje.

### New X-Men
Luego de los eventos de Dinastía de M, la Bruja Escarlata removió el "gen X", y por tanto los poderes, de más del 90% de la población mutante en el mundo y de los estudiantes en el Instituto de Xavier, dejando solo a 27 estudiantes con poderes. La brigada Hellions se disolvió y los estudiantes restantes conforman ahora un solo, pero gran, grupo de héroes, los New X-Men.
Dust es una de los miembros de los New X-Men supervisados por Bestia que combaten contra Hulk. En un intento por detener su avance, Dust se transforma, e intenta ahogar al gigante verde desde adentro pero, cuando este revienta una tubería de agua y la rocía con agua, ella también es derrotada.
Después del fallido ataque de los Purifiers bajo el mando de Matthew Risman, el grupo anti-mutante se reagrupa y mantienen rastreado al Depredador X que recientemente escapó. Terriblemente herido y asustado por el ataque de Dust, Risman modificó y entrenó al Depredador X para asesinar a Sooraya usando la vestimenta que la caracteriza. A pesar de esto, el Depredador que debía rastrear a Dust, siguiendo sus instintos fue en busca de la primera bebé mutante en nacer desde los sucesos del Día M y los Purifiers fueron tras el Depredador. En el conflicto final entre los X-Men y los Merodeadores, Dust fue determinante en la lucha por derrotar a Exodus, se transformó en su forma de arena, se internó en sus pulmones y los desgarró.

### Jóvenes X-Men
Algún tiempo después de que Cíclope disolvió el instituto, Sooraya había regresado a Afganistán. Sooraya es vista conduciendo un grupo de guerrilleros talibanes de un pequeño pueblo y declarando al pueblo bajo su protección. Poco después, Cíclope aparece, pidiéndole que regrese a Nueva York para unirse a su nuevo equipo de Jóvenes X-Men.
Sin darse cuenta de que "Cíclope" era en realidad Donald Pierce disfrazado, los Jóvenes X-Men llevan a cabo su primera misión para derrotar a una nueva Hermandad de Mutantes Diabólicos supuestamente integrado por los originales Nuevos Mutantes. En una batalla contra Magma, una ráfaga de fuego convierte a Dust en vidrio. Sooraya en forma de cristal, se rompió más tarde en cientos de fragmentos de vidrio en una batalla entre Donald Pierce y Graymalkin. Sin embargo, Magma usó sus poderes para devolver el estado original de Dust. Al darse cuenta de que fueron utilizados por Pierce, los Jóvenes X-Men y los Nuevos Mutantes derrotan a Pierce.
Durante una conversación con el ahora encarcelado Pierce, Sooraya le reveló que ella se está muriendo. Más tarde se reveló durante un enfrentamiento con los Y-Men, que parte de su brazo parece todavía estar en forma de cristal. Su condición está empeorando. Bestia lleva a cabo pruebas y confirma su pronóstico, dándole menos de una semana de vida. Ella exige que esto se mantuviera en secreto, a pesar de la oferta de Bestia para encontrar una manera de salvarla. Más tarde tiene una conversación final con Donald Pierce que se ofrece a salvarla a cambio de su liberación, afirmando que desde entonces ha llegado a apreciar Sooraya y sus conversaciones. Sin embargo, cuando los X-Men tratan de detenerlos, Dust aparentemente muer. Su cuerpo se prepara para ser enterrado, cuando Ink consigue reanimarla.

### Regenesis
Dust aparentemente decidió unirse al equipo de Wolverine después del Cisma de los X-Men, pero finalmente decide quedarse en Utopía, bajo la tutela de Dazzler.

## Poderes
Dust puede transformarse a voluntad en una nube de arena (partículas de silicio) que puede controlar, incluso cambiando su tamaño de una nube de arena a una tormenta de arena y volver a su forma humana. De acuerdo con Jean Grey y el Profesor X, en su estado de arena, es muy difícil detectarla telepáticamente, también es resistente a la magia y resistente a las lesiones y agresiones físicas.
Su debilidad más destacable es el agua. En su forma de arena, ha sido detenida múltiples veces en combate, ahogándola con agua (aunque no se diluye). Además, puede ser detenida si el aire por el que viaja es manipulado. Como la mayoría de los transmorfos, si está exhausta o es noqueda en batalla, regresa a su forma humana.

## Otras versiones

### Dinastía de M
Dust aparece como parte de los Nuevos Mutantes, y mantiene una estrecha amistad con Júbilo.

### X-Men: El Fin
Dust aparece como guardiana de los hijos de Cíclope y Emma Frost. Ella es asesinada por Madelyne Pryor.

## En otros medios

### Televisión
- Dust aparece en la serie animada Wolverine and the X-Men con la voz de Tara Strong.

### Cine
- Dust hace un breve cameo en X-Men Origins: Wolverine, como una prisionera de William Stryker.

### Videojuegos
- Dust aparece en el final de Deadpool en Ultimate Marvel vs. Capcom 3.
- Dust aparece como personaje jugable en Marvel Contest of Champions.